# Осетинська Вікіпедія
Осетинська Вікіпедія (ос. Ирон Википеди) — розділ Вікіпедії осетинською мовою. 
Осетинська Вікіпедія станом на 24 березня 2025 року містить 20 055 статей, 26 202 зареєстрованих користувачів, 30 активних дописувачів, 3 адміністраторів
. Загальна кількість сторінок в осетинській Вікіпедії — 73 064, редагувань — 576 947, завантажених файлів — 150
. Глибина (рівень розвитку мовного розділу) осетинської Вікіпедії середня і становить 55.2 пунктів
.

## Історія
Осетинська Вікіпедія відкрилася 28 лютого 2005 року, але до травня 2005 року інтервікі з префіксом os: не працювали. Станом на 7 квітня 2010 року мала 5387 статті.
Значний ріст осетинської Вікіпедії прийшовся на грудень 2008 року та перші місяці 2009 року. Тодішні темпи в цілому підтримуються й зараз.
Збільшення чисельності постійних редакторів дозволило організувати в осетинському розділі спільну роботу місяця (os:Википеди:Хъазуатон куыст). До спільної роботи обирають дві теми — «тема місяця» та «країна місяця». В результаті спільної роботи за січень 2009 року були створені або значно покращені 42 статті про Нікарагуа (і багато про Латинську Америку). У лютому того ж року були створені або значно покращені 50 статей про Болгарію. «Країною місяця» у березні обрано Грузію. Іноді теми місяці повторюються два та більш місяців поспіль, зазвичай через малу кількість голосів у голосуванні за нові теми-кандидати.

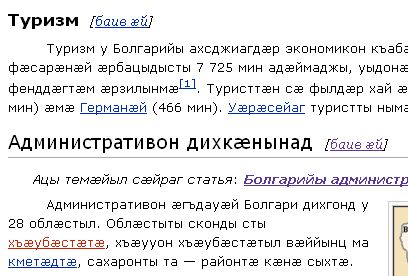
Скріншот, на якому видно абзацні відступи та посилання на редагування підрозділів. Стаття :os:Болгари (Болгарія) вранці 3 березня 2009 року.

На осетинський розділ найбільше впливає російська Вікіпедія — це переклади статей, перенесення шаблонів, запозичення деяких практик йменування (наприклад, у статтях про персоналії та річки). Але у багатьох питаннях рішення приймались під впливом інших розділів: у текстах статей абзаци мають абзацні відступи як в тайському розділі, а посилання на редагування підрозділів відображене біля заголовків підрозділів — як у болгарській Вікіпедії.
У березні 2009 року у Владикавказі за підтримки фонду «Кредо-Знания» відбулася серія з чотирьох семінарів про осетинську Вікіпедію.
У лютому 2010 року осетинська Вікіпедія отримала особливу увагу регіональної преси та блогосфери у зв'язку з «подвійним ювілеєм» розділу (п'ять років з дня запуску та 5000 статей). Великий матеріал про осетинську Вікіпедію вийшов 3 березня 2010 року в щоденній республіканській газеті «Северная Осетия».

### Важливі сторінки осетинської Вікіпедії
- Амбасада осетинської Вікіпедії

### Про осетинську Вікіпедію
- Википедия на осетинском языке открыта! (рос.)
- «Википедия полезна для каждого участника». Снова о проекте os.wikipedia.org // Ossetia.ru, липень 2005 року. (рос.)
- Южная Осетия и осетинская Википедия: актуальное интервью // Ironau.ru, 2005 рік. (рос.)
- Электронная энциклопедия на осетинском языке становится реальностью! // Iriston.ru, 2006 рік. (рос.)
- Про болгарський тиждень в осетинскому розділі (болг.)
- Очень громко об осетинском разделе Википедии // Про семінари та виступ на ТВ у березні 2009 року. (рос.)
- Телеканал «Вести-Алания». Запись интервью Вячеслава Иванова в телепередаче «Пятница» (рос.)
- Электронная энциклопедия по-осетински // «Народы Кавказа», № 4/2009. (рос.)
- В Осетинской Википедии пять тысяч статей // Ossetia.ru, лютий 2010 року. (рос.)